# Markus Schroth
Markus Schroth (* 25. Januar 1975 in Karlsruhe) ist ein ehemaliger deutscher Fußballspieler, der zwischen 1994 und 2007 für den Karlsruher SC, den TSV 1860 München und den 1. FC Nürnberg 300 Spiele in der Bundesliga absolvierte und dabei 61 Tore erzielte.

## Spielerlaufbahn
Schroth begann bei dem in seinem Heimatdorf ansässigen TSV Reichenbach mit dem Fußballspielen. Als 15-Jähriger wechselte er zum Karlsruher SC, wo er die Jugendmannschaften bis hin zur ersten Mannschaft durchlief. Nebenher machte er seinen Schulabschluss am Gymnasium Karlsbad im Nachbarort Langensteinbach. Sein Bundesligadebüt gab er bei der 0:1-Niederlage gegen Eintracht Frankfurt am 7. Oktober 1994, als er in der 63. Spielminute für Eberhard Carl eingewechselt wurde. Am 13. April 1996 erzielte Schroth für Karlsruhe beim 3:0-Sieg gegen den SC Freiburg seinen ersten Bundesligatreffer. Nachdem er vier Jahre lang zur Profimannschaft des KSC gehört hatte, wechselte er nach dem Abstieg der Badener 1998 zum TSV 1860 München. Als er mit den Münchnern 2004 ebenfalls aus der ersten Fußball-Bundesliga abstieg, folgte der Wechsel zum Erstligaaufsteiger 1. FC Nürnberg. Mit dem Club konnte er den DFB-Pokal 2006/07 gewinnen. Schroth wechselte zur Saison 2007/08 ablösefrei zum TSV 1860 München. Er unterschrieb einen Vertrag bis 30. Juni 2009 mit Option für ein weiteres Jahr. Grund für den Wechsel war auch, dass Schroth bei 1860 eine gute Perspektive für die Zeit nach seiner aktiven Karriere sah.
In der Vorbereitung zur Saison 2007/08 verletzte er sich am Knie. Nachdem auch eine Sehnenentzündung diagnostiziert wurde, musste er mehrfach operiert werden, so dass er in den beiden Spielzeiten bei den Löwen nicht zum Einsatz kam. Im Sommer 2009 beendete Schroth seine Karriere als Profispieler.
Schroth kam zwanzigmal für die deutsche U-21-Nationalmannschaft zum Einsatz, dabei erzielte er sechs Tore. Sechsmal spielte er für die A2, zweimal für das Team 2006. Hierbei schoss er jeweils ein Tor.

## Nach der aktiven Karriere
Am 1. März 2009 assistierte er Uwe Wolf im Spiel gegen den FC St. Pauli erstmals als Co-Trainer. Beim Spiel in Ingolstadt am 8. März 2009 übernahm Schroth die Funktion des Trainers, nachdem Wolf kurz vor der Halbzeitpause vom Schiedsrichter auf die Tribüne verwiesen worden war. Nachdem er seine Karriere im Sommer 2009 beendet hatte, arbeitete Schroth zwei Jahre lang für die IMG, dem Vermarkter des TSV 1860. 2011 war er als Spezialtrainer im Nachwuchsleistungszentrum des TSV 1860 engagiert. Nach der Beurlaubung seines ehemaligen Stürmerkollegens Bernhard Winkler als Trainer der U23 der Löwen und dem Aufstieg des bisherigen Assistenztrainers Klaus-Dieter Koschlick zum Cheftrainer, stieg Schroth Anfang September 2011 zum Assistenztrainer der kleinen Löwen auf. Am 14. Mai 2012 wurde Schroth zum Co-Trainer von TSV 1860 München in der zweiten Liga befördert. Am 8. Mai 2013 bat er den Verein aus persönlichen Gründen um die Auflösung seines Vertrages als Co-Trainer.
Seit 2015 nimmt er regelmäßig an Ultratrail-Wettbewerben teil.

## Titel / Erfolge
- Deutscher Pokalsieger 2007 mit dem 1. FC Nürnberg